# Sacristie en pierre de Savilahti
La sacristie de Savilahti (finnois : Savilahden kivisakasti) est la sacristie en pierre de l'ancienne église paroissiale de Savilahti à Maunuksela dans la commune de Mikkeli en Finlande .

## Présentation

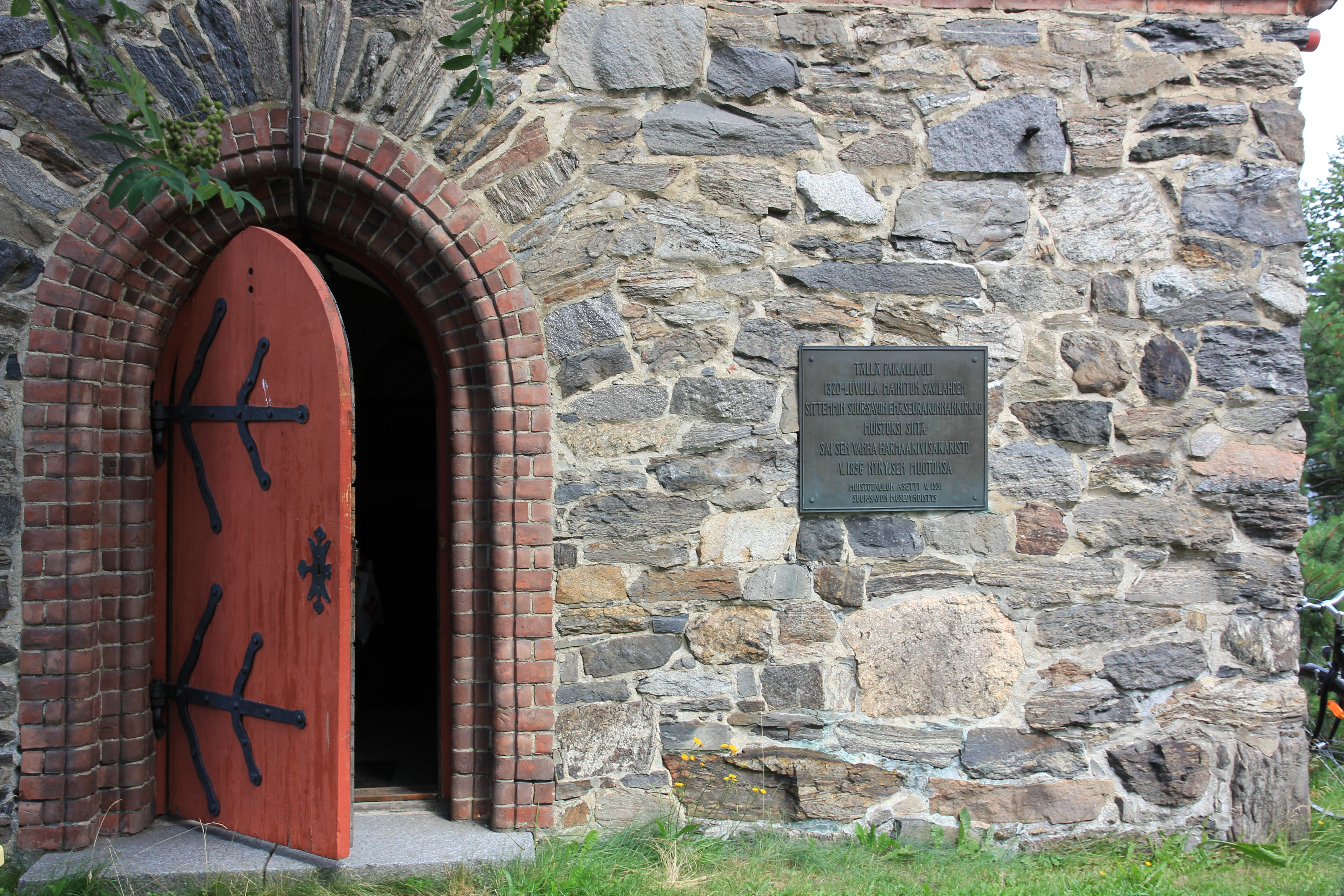
Porte de la sacristie.

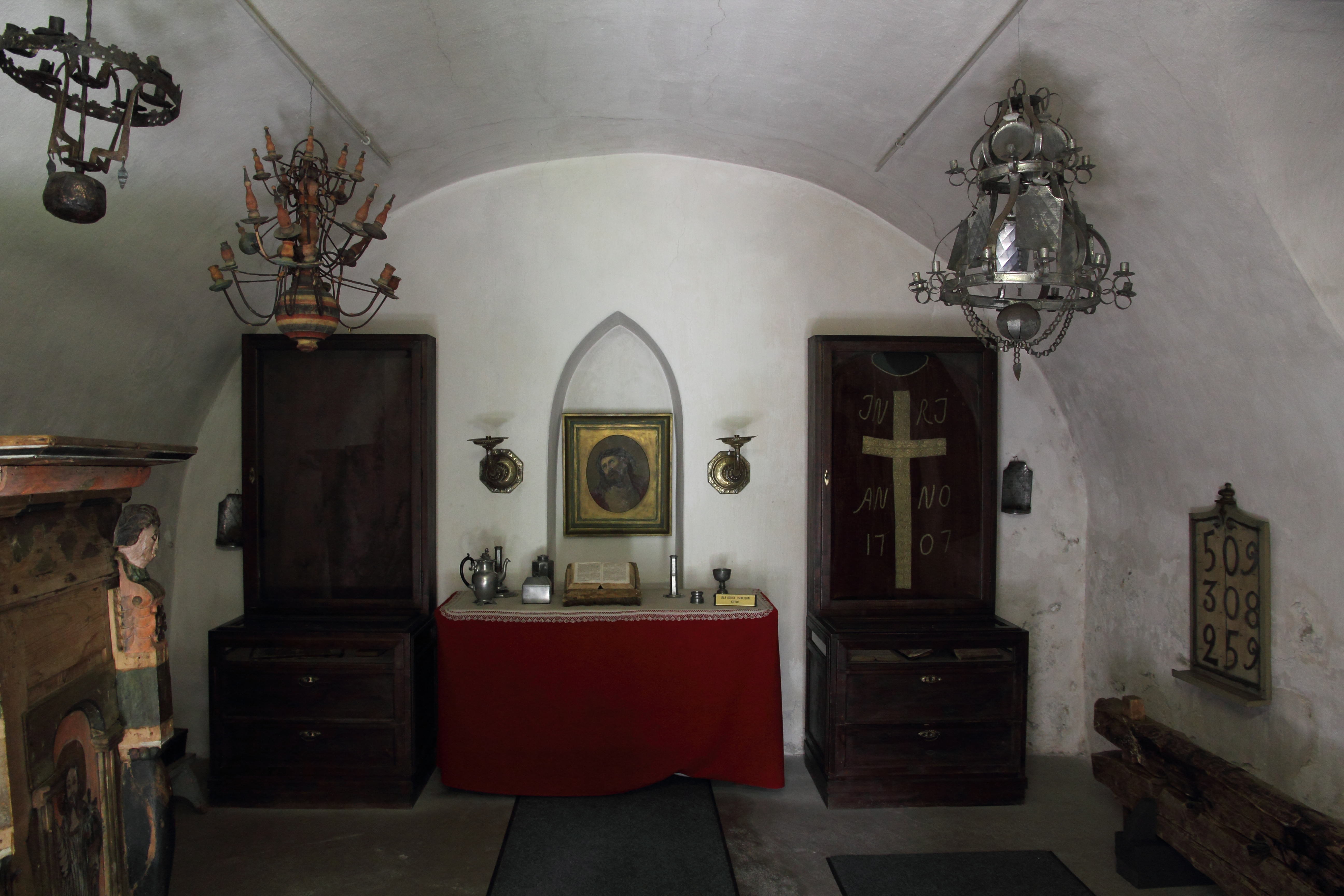
L'intérieur de la sacristie.

La sacristie est considérée comme le plus ancien bâtiment de Savonie.
Cependant, la date de construction n'a pas été confirmée.
La sacristie construite au milieu de la rue Porrassalmenkatu, a survécu à la destruction de  l'église.
Aujourd'hui, c'est l'un des symboles les plus connus de la ville de Mikkeli. 
L'aspect actuel du bâtiment vient des réparations des années 1930.

## Histoire
À l'endroit où se trouve la sacristie, sur la rive ouest du ruisseau qui coule au fond de Savilahti, se trouvait la plus ancienne église connue de la paroisse catholique de Savilahti.
La sacristie en pierre est construite à côté de l'ancienne église en bois probablement dans la première moitié du XVIe siècle, vraisemblablement entre 1520 et 1560.
Il s'agissait de la première étape de la construction d'une église en pierre.
Le plan est devenu caduc après que la couronne a confisqué les fonds de la paroisse. 
La nouvelle église en bois a été construite en 1664, bien que son matériau en bois ait été abattu au cours de l'hiver 1661-1662, selon les relevés des boiseries du cimetière de la ferme Lenius. 
Au début du XVIIIe siècle, l'église s'était déjà gravement détériorée et elle commençait à devenir exigüe pour la congrégation. 
Pour cette raison, une nouvelle église est construite pour la paroisse en 1753-1754 à l'angle nord-est de ce qui est maintenant le parc Kirkkopuisto. 
En 1806, l'église est incendiée frappée par la foudre.
En 1769, l'assemblée paroissiale décide de démolir l'église. 
Cependant en 1776, il est décidé de vendre l'église aux enchères. 
Les rondins de l'église serviront à bâtir les dépendances d'une ferme voisine.
La sacristie aurait aussi été vendue et démolie dès le XVIIIe siècle, mais aucun acquéreur n'a pu être trouvé, et elle est restée en place en décrépitude. 
À nouveau, la sacristie en pierres devait être détruite dans les années 1850, mais finalement il a été décidé de la réparer, et elle le sera en 1853. 
Des réparations approfondies ont été effectuées au tournant des XIXe et XXe siècles.
Les plans de rénovation ont été élaborés par l'architecte Magnus Schjerfbeck.
Selon des sources datant de 1440, le presbytère était situé au nord de l'église et il sera transféré sur l'île au sud de l'église.

## Musée
En 1930, la commune accorde des fonds à l'association des musées  pour transformer la sacristie en musée. 
Le musée ouvre l'année suivante avec une collection d'objets religieux de Mikkeli et de ses environs.
La sacristie fait partie du musée Suur-Savo financé par la ville de Mikkeli.